# Gynoplistia xanthocera
Gynoplistia xanthocera là một loài ruồi trong họ Limoniidae. Chúng phân bố ở miền Australasia.